# Scipione Caffarelli-Borghese
Pour les articles homonymes, voir Borghese et Scipione Borghese.
Scipione Caffarelli-Borghese  (né le 1er septembre 1577 à Artena, près de Rome, alors capitale des États pontificaux, et mort le 2 octobre 1633  à Rome) est un cardinal italien du XVIIe siècle. Sa mère était la sœur du pape Paul V (1605-1621) et il était parent du cardinal Giambattista Leni (1608).

## Biographie

### Jeunesse
Scipione Caffarelli est né en Artena fils de Francisco Caffarelli et d'Ortensia Borghèse. Son père connaissant des difficultés financières, l'éducation de Scipione fut payée par son oncle maternel, Camille Borghèse.

### Cardinal

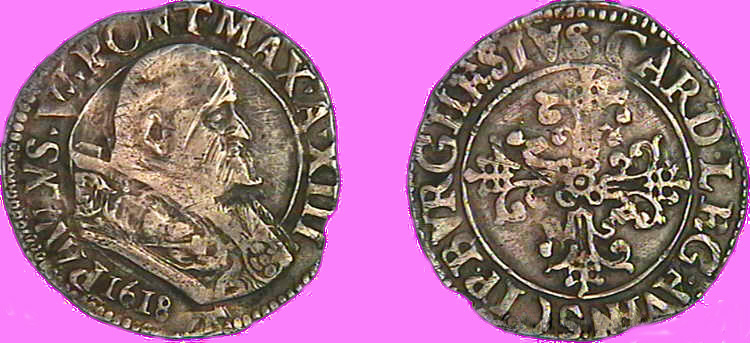
Scipion Borghèse, cardinal légat d'Avignon

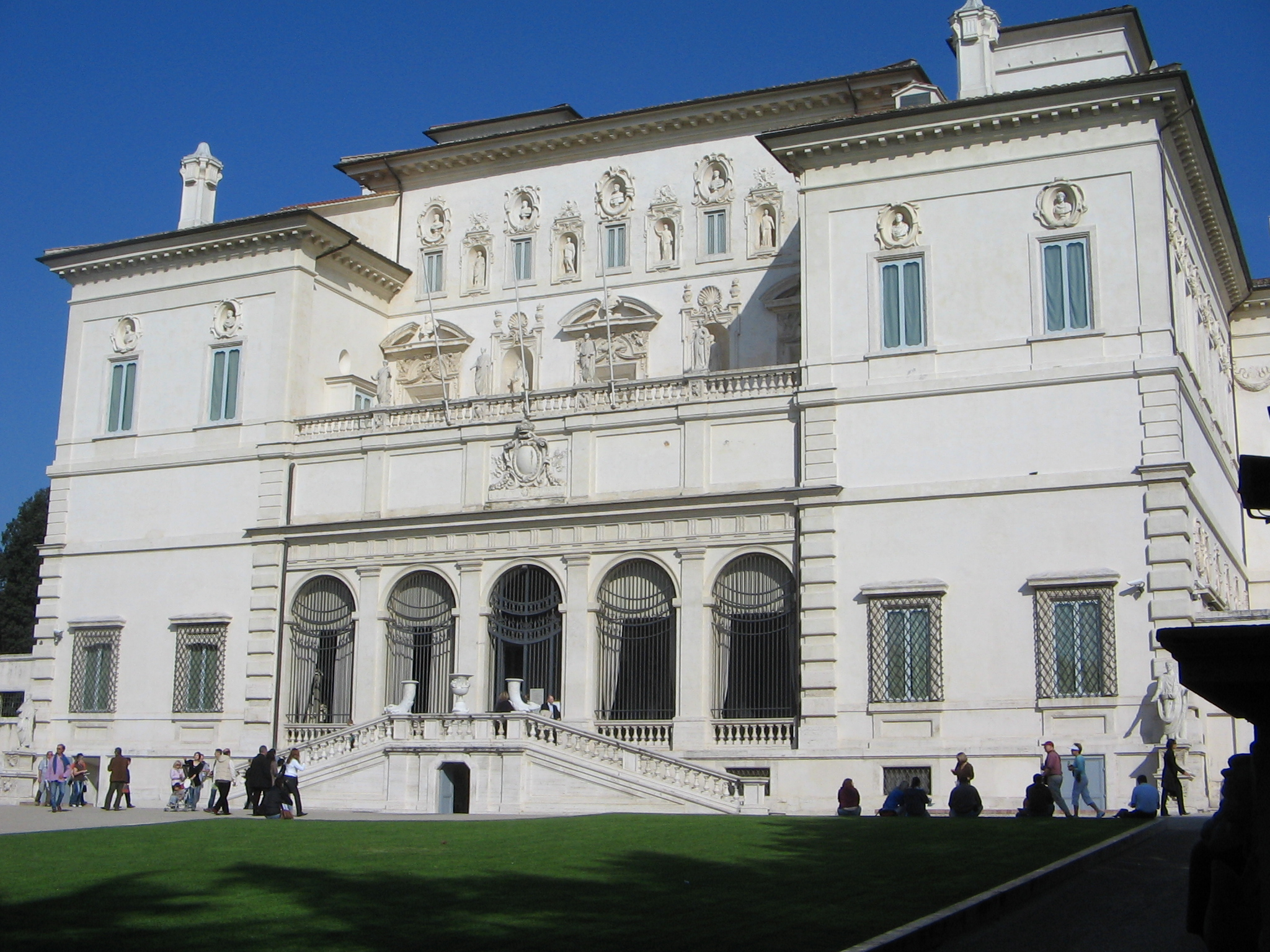
Villa Borghese

Église Santa Maria Della Vittoria de Rome

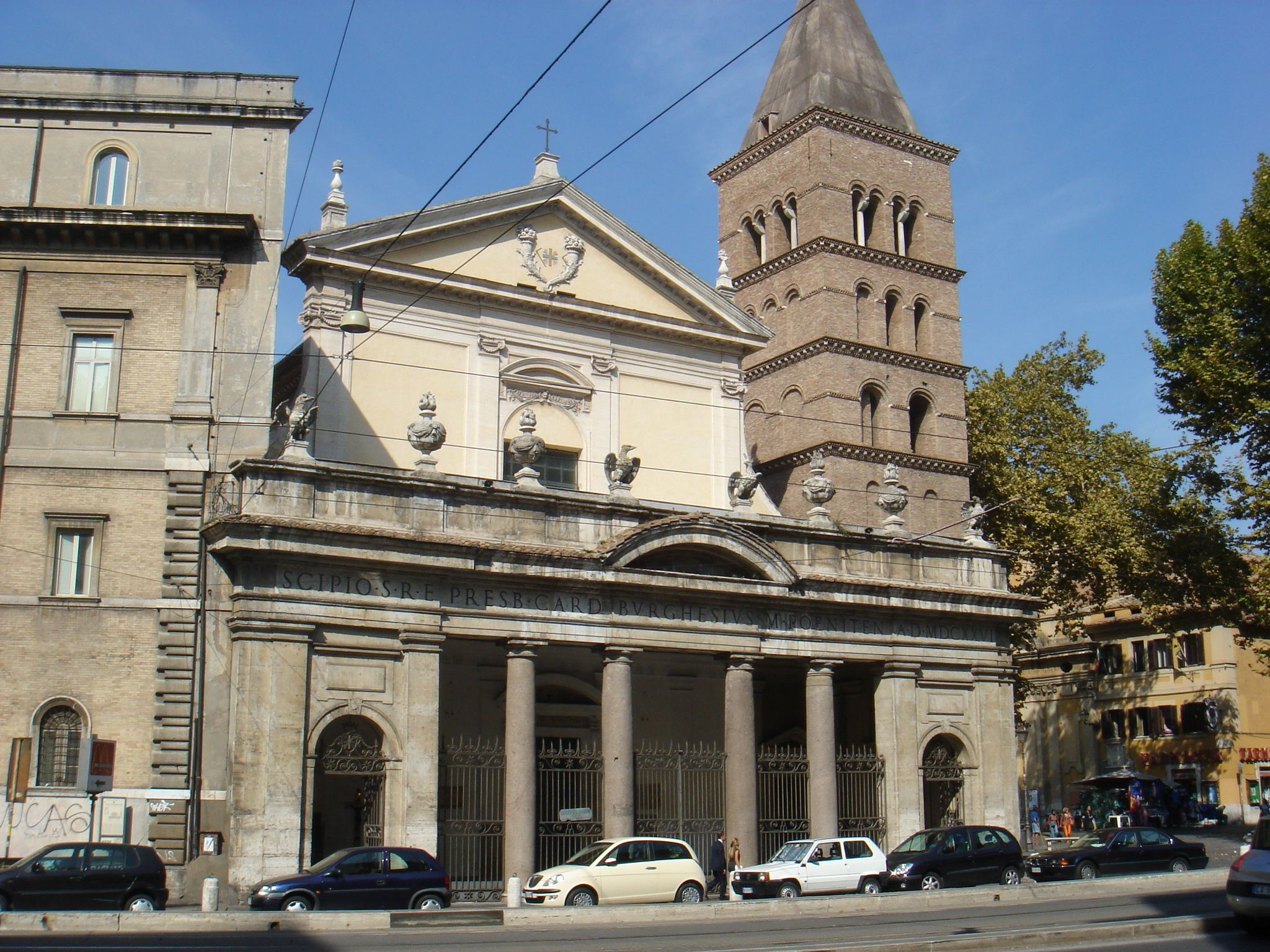
San Crisogono

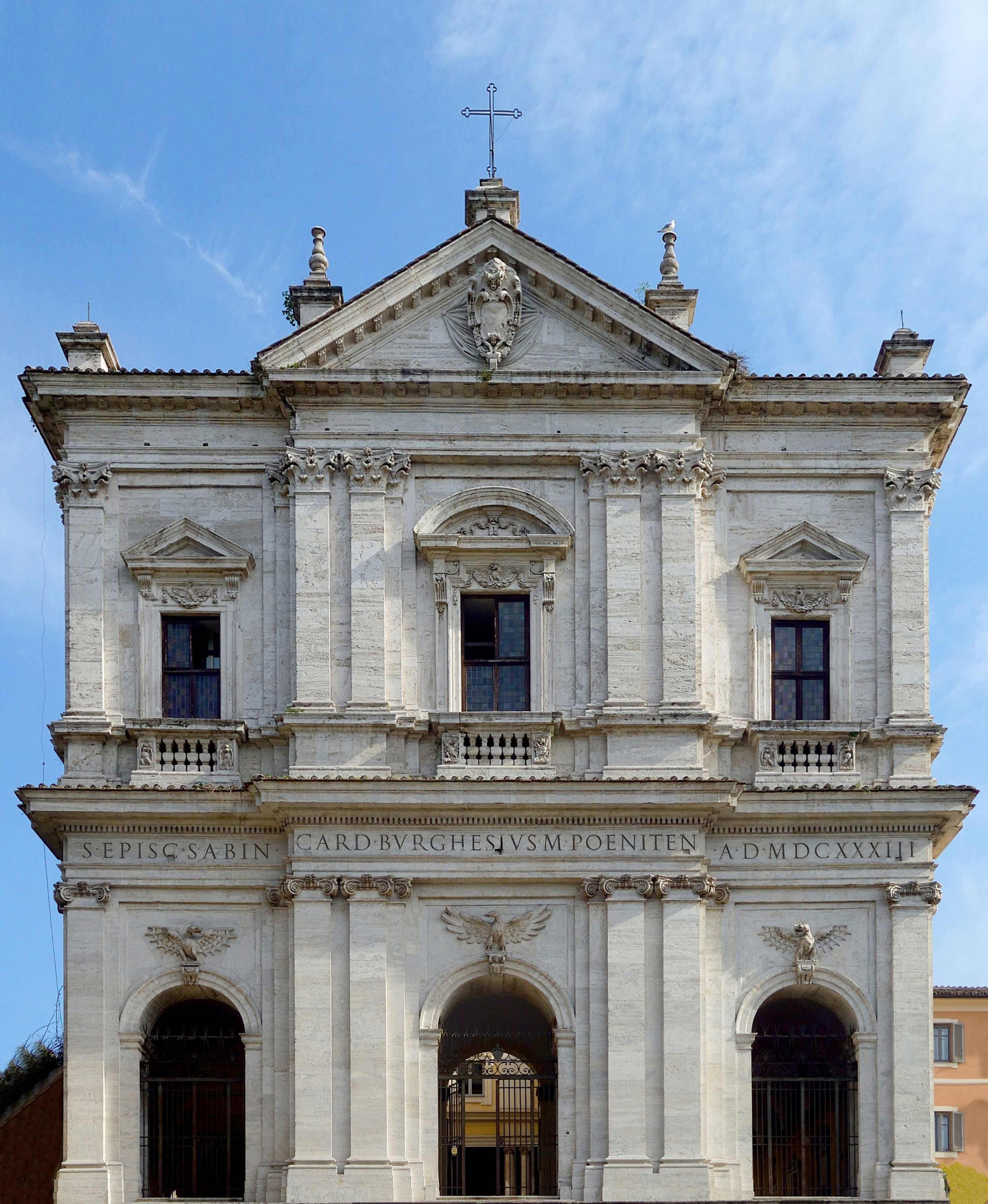
Église San Gregorio al Celio

Dès son élection en tant que pape sous le nom de Paul V en 1605, Camille Borghèse, lors du consistoire du 18 juillet 1605 nomma Scipione Caffarelli-Borghese cardinal et lui donna le droit d'utiliser le nom Borghese ainsi que des armoiries. Il devint cardinal-prêtre de San Crisogono de 1606 à 1629 et fit reconstruire durant cette période la basilique San Crisogono du Trastevere.
Il fut gouverneur de Fermo (1606). De 1607 à 1621, il fut Légat pontifical à Avignon et au comtat Venaissin. Il fut archiprêtre de la basilique du Latran (1608), abbé commendataire de S. Gregorio al Monte Celio (1608) et de Subiaco (à partir de 1608), bibliothécaire du Vatican de 1609 à 1618 ainsi que grand pénitentiaire de 1610 à 1633.
Le cardinal Caffarelli-Borghese fut nommé archevêque de Bologne en 1610, mais ne se rendit jamais dans son archidiocèse. Il est consacré le 8 décembre de la même année par le pape Paul V avec comme co-consécrateurs Maffeo Barberini et Giovanni Garzia Millini. Il fut préfet des brefs apostoliques, préfet du Tribunal suprême de la Signature apostolique et camerlingue du Sacré Collège (1621-1623).
Il fit construire la villa Borghèse, qui devient la galerie Borghèse, réunissant ses nombreuses collections de peinture et de sculpture et celles de la famille Borghèse. Il fut aussi un grand protecteur de Gian Lorenzo Bernini ainsi que mécène avisé, qui soutient notamment le peintre hollandais Gerrit van Honthorst. Lodovico Cigoli réalisa certaines fresques de la Villa en particulier l'Histoire de Psyché.
Sous son propre nom et au nom du pape, il amassa une énorme fortune grâce aux frais et taxes papales, et acquit de vastes terres à la famille Borghese.
Le cardinal Cafferelli-Borghese participa au conclave de 1621, lors duquel Grégoire XV est élu pape, et à celui de 1623 (élection d'Urbain VIII).
En tant que Cardinal-neveu (un poste officiel jusqu'à ce qu'il fut aboli en 1692), Borghèse fut chargé des affaires politiques internes et externes des États pontificaux. En outre, Paul V confia à son neveu la gestion des finances à la fois de la papauté et de la famille Borghese.
Scipione Caffarelli-Borghese a suscité beaucoup de controverse et de ressentiment en utilisant de nombreux «cadeaux» du gouvernement pontifical pour financer les investissements de la famille Borghese. Voyant les propriétés en location comme le moyen le plus efficace pour assurer une stabilité financière, il acheta des villes entières et autres vastes propriétés, y compris un tiers des terres au sud de Rome dans un programme de location.
Il meurt à Rome le 2 octobre 1633 à l'âge de 56 ans et est inhumé dans la chapelle Borghese de la basilique Santa Maria Maggiore.

### Vie privée
Ses contemporains ont commenté les scandales quasi publics qui ont abouti à maintes reprises à soupçonner la possible homosexualité de Scipione Caffarelli-Borghese, qui cependant n'a jamais été prouvée, mais seulement supposée étant donné son goût pour les œuvres d'art représentant le nu masculin, bien qu'il ait acquis, tout autant, des œuvres représentant la nudité féminine. Mais, comme dira Moroni, ci-dessous : Il a suffi l'envie et la jalousie incitent les courtisans à propager des calomnies malveillantes et venimeuses contre lui. En 1605, le cardinal Scipione aurait provoqué la colère indignée de son oncle Paul V en venant à Rome avec Stefano Pignatelli, pour qui il avait une grande amitié.
L'écrivain Gaetano Moroni a écrit de Scipione.:
« ... Conscient de l'affection de Stefano, il l'invita à Rome et l'admit à sa cour, où Stefano acquit un tel ascendant sur le cardinal que ce dernier faisait tout en fonction de ses conseils. Il suffit que l'envie et la jalousie incitent les courtisans à propager des calomnies malveillantes et venimeuses contre lui, pour inciter les cardinaux et les ambassadeurs à faire rapport au Pape en disant que Stefano était plein de vices répugnants, et que pour l'honneur de son neveu, il était nécessaire de le bannir entièrement . ». Scipione tomba ensuite dans une longue et grave maladie, et il ne récupéra que lorsque Pignatelli fut autorisé à rentrer. Le pape décida néanmoins de garder un contrôle sur Pignatelli et lui ordonna d'initier une carrière qui le conduisit à devenir lui-même cardinal en 1621. Il n'y a néanmoins aucune preuve tangible de l'existence d'une relation sexuelle entre eux.

## Les projets de construction

### Développement des jardins

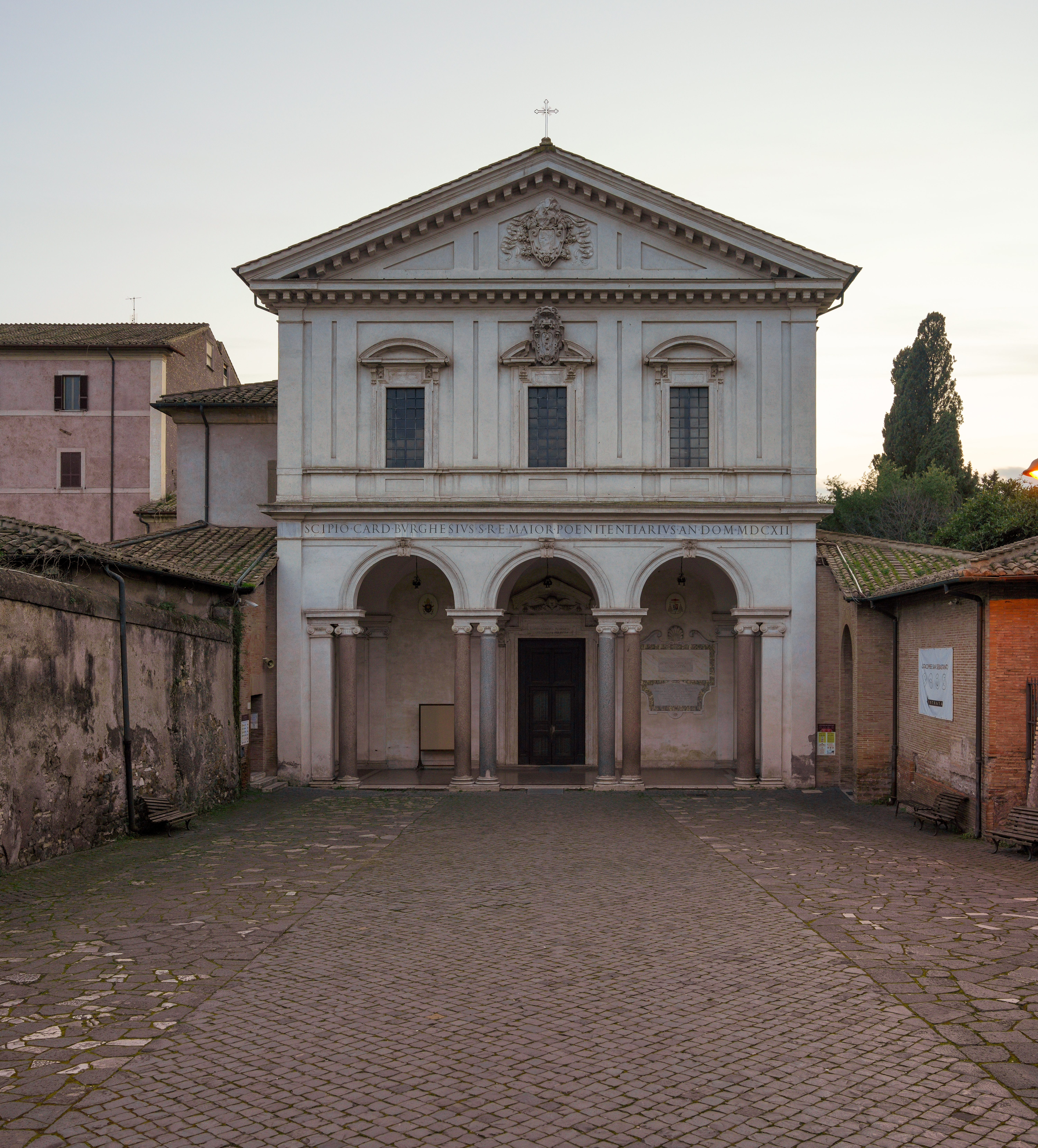
La basilique Saint-Sébastien-hors-les-Murs, Rome

Scipione Caffarelli-Borghese a pris un intérêt particulier au développement des jardins d'envergure entrepris par divers artistes dans ses résidences romaines, le palais Borghèse sur le Quirinal (surtout entre 1610-1616) et la villa Borghese (initiée en 1613 et élaborée le reste de la vie du cardinal). Ces deux jardins incorporent des éléments innovants tels que des chutes d'eau, et ils ont incorporé des bosquets denses d'arbres, qui ont fourni l'isolement d'un milieu rural en pleine ville.

### Restauration des Églises
Dans la première moitié de sa carrière, la restauration de bâtiments d'église a été associée à ses fonctions officielles; dans la seconde moitié de celle-ci sa participation fut plus large, intervenant à la San Crisogono, Santa Maria sopra Minerva, Santa Maria della Vittoria, Santa Chiara Casa Pia, San Gregorio Magno, la construction d'églises nouvelles dans les villes voisines de Montefortino et Monte Compatri. Pendant la Ludovisi du pontificat de Scipione Caffarelli-Borghese (???) le principal objet de patronage ecclésiastique portait sur des projets commémoratifs. Le premier fut l'embellissement de la chapelle Caffarelli dans Santa Maria sopra Minerva (1620-1623). Le second fut le catafalque en bois massif décoré avec des figures en plâtre grandeur nature conçue par Gian Lorenzo Bernini, érigé en Santa Maria Maggiore (1622).
Les premiers travaux de Borghese après la saisie (???) du Sacré Collège où il a étudié a été la construction et la décoration des chapelles oratoires de Sant Andrea et Santa Silvia à côté de San Gregorio al Celio Magno. Pour Borghese, compléter un tel projet montrait son dévouement à l'héritage chrétien de la ville, tout en marquant un geste de respect pour le réformateur de la grande église de la génération précédente. Il fit restaurer la basilique Saint-Sébastien-hors-les-Murs (Novembre 1607-1614), une église construite sous  Constantin (c. 312) pour loger la plus grande collection de reliques connue à l'époque. San Sebastiano est en outre l'une des sept églises de Rome et sa restauration a été un élément clé dans le renouveau du pèlerinage axé sur ce circuit. La restauration Borghèse était en effet une modernisation complète: reconstruction de la façade principale, ajout d'une entrée arrière, et la refonte à fond de l'intérieur dans un langage moderne décoratif.

### Collectionneur d'art

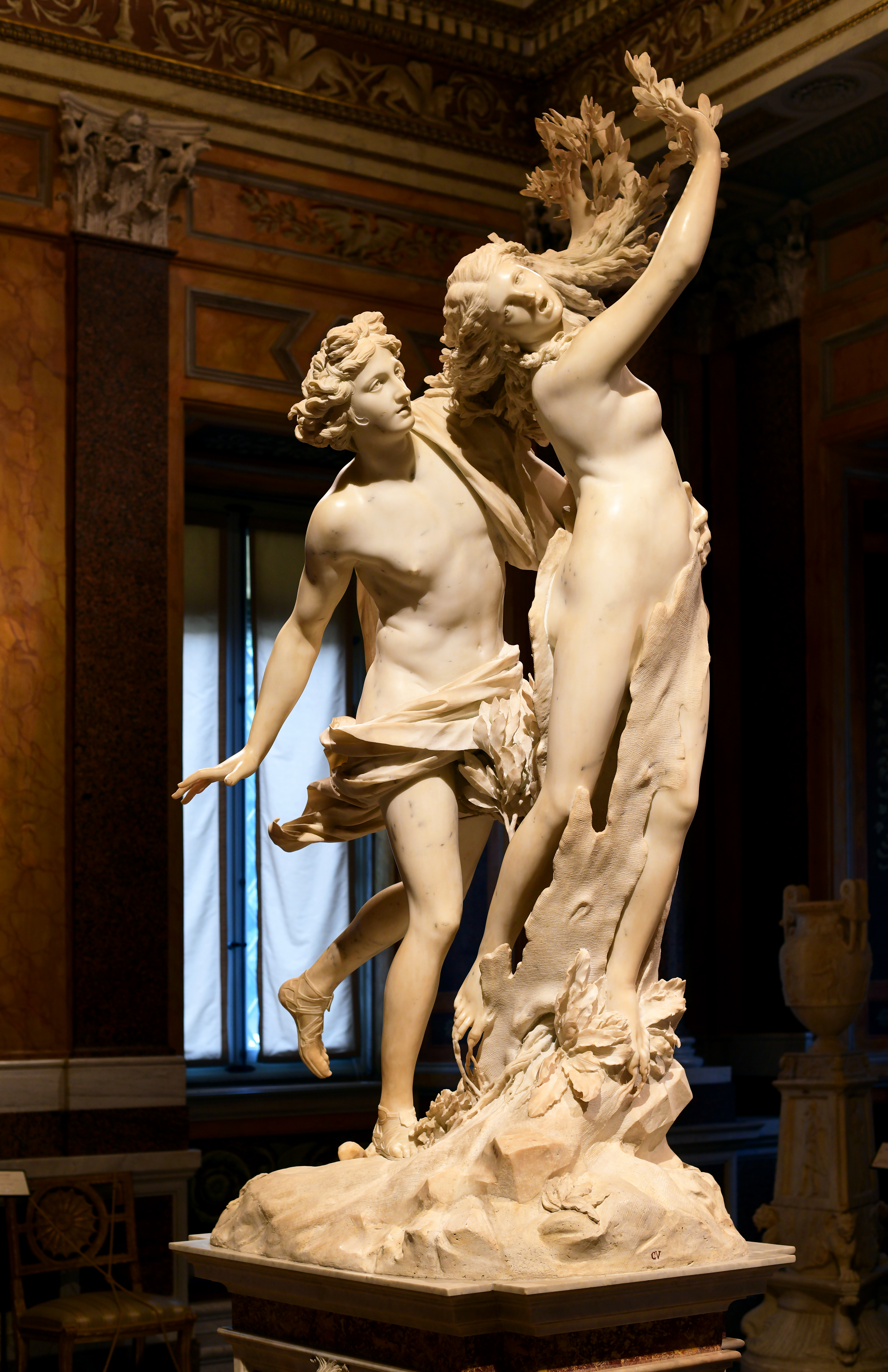
Apollon et Daphné, Commande au Bernin (Galleria Borghese, Rome)

Le cardinal était un grand collectionneur d'art moderne et ancien : il a construit la villa Borghese et amélioré la Villa Mondragone pour abriter sa collection.
La collection Borghèse a commencé autour d'une collection de peintures du Caravage, de Raphaël et du Titien, et de l'art romain antique. Scipione a également acheté beaucoup d'œuvres de grands peintres et sculpteurs de son époque, et ses commissions comprennent deux bustes Gian Lorenzo Bernini.
Sa collection fut poétiquement décrite dès 1613 par Scipione Francucci. En 1607, le Pape donna au cardinal 107 tableaux qui avaient été confisqués à l'atelier du peintre Cavalier d'Arpin. L'année suivante, la Déposition de Raphaël fut secrètement enlevée de la chapelle Baglioni dans l'église de San Francesco de Pérouse et transportée à Rome pour être donnée à Scipione grâce à un motu proprio du pape. Les Borghèse furent contraints de fournir à Pérouse  deux excellentes copies de la peinture pour éviter un conflit avec la ville.
Borghese a utilisé l'immense richesse qu'il avait acquise en tant que neveu du pape pour rassembler l'une des plus grandes et plus impressionnantes collections d'art en Europe. Même si les générations suivantes dispersèrent certaines de ses acquisitions par voie de vente et de cadeaux diplomatiques, les travaux qu'il a rassemblés forment le noyau des collections de la Galleria Borghese (Rome), un musée installé dans la villa commandée par Scipione (1613-1615) à l'architecte Giovanni Vasanzio.
Le Satyre et Dauphin (copie en marbre romain de bronze grec perdu, IVe siècle avant notre ère) caractérise les représentations élégantes et sensuelles des jeunes personnages masculins qui ont été mis en évidence dans la collection Borghèse. Une de ses œuvres les plus prisées a été l'Hermaphrodite (aujourd'hui la copie est au Louvre à Paris, d'après l'original grec du IIe siècle avant notre ère). Au jeune sculpteur Gian Lorenzo Bernini, Scipione commanda en 1620 un matelas rendu de manière réaliste sur lequel poser cette œuvre sensuelle nue. Il est rapporté que Borghese conservait cette statue dans un placard en bois spécialement construit, dont il aurait théâtralement ouvert les portes, à l'amusement de ses amis proches. Toutefois, cette sculpture a été donnée au début du XIXe siècle à Napoléon lors du mariage de Camille Borghèse avec la sœur de Napoléon, et ce qui est dans la collection Borghèse aujourd'hui n'est qu'une autre copie. L'original de l'  Hermaphrodite est au Louvre.
Le pape Paul V soutenait volontiers les efforts de son neveu pour obtenir les œuvres d'art qui avaient suscité son intérêt. Par exemple, c'est grâce à l'influence de son oncle que Borghese a obtenu la collaboration du curé de la paroisse pour avoir la Déposition de Raphaël, œuvre fameuse volée dans la chapelle de la famille Baglioni à San Francesco, de Pérouse.

### Caravage
Le 31 juillet 1607, Paul V confisqua 105 tableaux au Cavalier d'Arpin (1568-1640), qui avait été incapable de payer la totalité de ses impôts, et les remit à son neveu. Parmi les tableaux acquis par Borghese lors de cette saisie, se trouvent deux des premières œuvres de Caravage : un probable autoportrait, habituellement appelé Le Jeune Bacchus malade, et le Garçon avec un panier de fruits qui représente un jeune garçon qui tend un grand panier de fruits séduisants vers le spectateur.
Borghese a aussi admiré les peintures religieuses naturalistes et psychologiquement complexes plus tardives de Caravage, tels que le jeune Saint Jean-Baptiste broyant du noir (1605-1606), que le collectionneur acquit de la succession de l'artiste peu de temps après sa mort, et l'intense David avec la tête de Goliath (1609-1610), qui représente le héros biblique tendant vers l'extérieur une tête coupée avec les traits de l'artiste.
Borghese s'est approprié la Madone à l'Enfant avec sainte Anne, un grand retable commandé en 1605 pour une chapelle de la basilique Saint-Pierre, mais rejeté par le collège des cardinaux à cause de son réalisme terrestre et de l'iconographie conventionnelle. Les dernières recherches dans les archives ont établi que Borghese avait dit dès les premiers stades de la commission que le retable se retrouverait dans sa propre collection.

### Soutien au Bernin
Le mécénat de Borghese envers le Bernin a aidé à l'établir comme principal sculpteur et architecte italien du XVIIe siècle. Entre 1618 et 1624, Bernini a travaillé principalement pour le cardinal, en créant pour lui des pièces innovantes qui ont servi à définir les principes baroques en sculpture. Pour la décoration de la villa Borghese, Bernini a produit une statue grandeur nature de David (1623), à l'origine prévue pour créer l'impression qu'il lançait une pierre directement au spectateur, et trois groupes de sculptures avec des thèmes mythologiques.
Le travail culminant de cette série que Il a suffit l'envie (1623-1625), représente un épisode populaire dans la poésie italienne du début du XVIIe siècle, et dérivé des Métamorphoses d'Ovide. Le Bernin représente Apollon tendant la main vers la rivière, la nymphe Daphné transformée en laurier par son père afin de lui éviter d'être brûlée par le toucher du dieu du soleil. Compris dans son contexte intellectuel original, ce groupe représente le désir frustré et désespéré durable et la douleur provoquée par l'amour.
Ces significations peuvent avoir eu une résonance particulière pour Borghese, qui, à l'époque, a été largement ridiculisé pour son attirance pour les hommes. Le moment précis représenté par Bernini a également été pensé au début du XVIIe siècle pour signifier la fusion des genres, plus explicitement décrite dans l'Hermaphrodite, lui aussi dans la collection du cardinal.
En 1632, Bernini exécute deux bustes de Scipione Borghese. Ces œuvres capturent l'exubérance que les amis du cardinal ont admirée et que ses détracteurs ont décriée comme inappropriée au sérieux de son emploi. A la demande de Scipione Borghese, il réalise deux bustes du pape entre 1619 et 1622.

## Succession apostolique
Scipione Caffarelli-Borghese a ordonné les évêques suivants :
- Évêque Hermann Ottemberg (1611)
- Évêque Giacomo Goria (it) (1611)
- Cardinal Tiberio Muti (1612)
- Pape Grégoire XV (1612)
- Évêque Porfirio Feliciani (en) (1612)
- Cardinal Francesco Sacrati (1612)
- Cardinal Giulio Savelli (1616)
- Cardinal Cesare Gherardi (1622)
- Archevêque Fausto Caffarelli (it) (1624)
- Cardinal Giovanni Battista Altieri (1624)
- Évêque Ottavio Broglia (it) (1624)
- Archevêque Mario Filonardi (1624)
- Évêque Maurizio Centini (it), O.F.M.Conv. (1626)
- Pape Clément X (1627)
- Archevêque Giovanni Battista Piccolomini (de) (1630)